# Социологија књижевности
Социологија књижевности је подобласт социологије културе. Она проучава друштвену производњу књижевности и њене друштвене импликације. Значајан пример представља дело Пјера Бурдјеа (Pierre Bourdieu) из 1992. године „Правила уметности: Генеза и структура поља књижевности (Les Règles de L'Art: Genèse et Structure du Champ Littéraire). 

## Класична социологија
Ниједан од „очева оснивача” социологије није израдио детаљну студију о књижевности, али они су ипак развили идеје које су касније други примењивали на књижевност. Теорију идеологије Карла Маркса усмерили су према књижевности Пјер Машери (Pierre Macherey), Тери Иглтон (Terry Eagleton) и Фредрик Џејмсон (Fredric Jameson). Теорију модерности као рационализације културе Макса Вебера (Max Weber), коју је он примењивао на музику, Франкфуртска школа аутора као што су Теодор Адорно (Theodor Adorno) и Јирген Хабермас (Jürgen Habermas) касније је примењивала на све уметности, укључујући и књижевност. Став Емила Диркема (Emile Durkheim) да социологија представља проучавање екстерно дефинисаних друштвених чињеница Робер Ескарпи (Robert Escarpit) је преусмерио према књижевности. За своје дело Бурдије дугује захвалност Марксу, Веберу и Диркему.

## Лукач и теорија романа
- Đerđ Lukač

Први значајан корак у социологији књижевности начинила је „Теорија романа” (The Theory of the Novel) Ђерђа Лукача, која је први пут објављена на немачком језику 1916. године. Године 1920. она је поново објављена у виду књиге и та верзија је снажно утицала на Франкфуртску школу. Друго издање, објављено 1962. године, на сличан начин је утицало на француски структурализам. У „Теорији романа” тврди се да, док је класична епска песма дала форму укупности живота који је у стварности претходно омогућила социјална интеграција класичне цивилизације, модерни роман је постао „еп доба у којем опсежна укупност живота више није непосредно дата“. Према томе, форма романа организована је око проблематичног хероја који трага за проблематичним вредностима у проблематичном свету.
Лукачев други значајан допринос социологији књижевности био је „Историјски роман” (The Historical Novel), написан на немачком језику, али први пут објављен на руском 1937. године, док се у преводу на енглески језик појавио 1962. године. У овом делу Лукач тврди да је главно достигнуће историјског романа с почетка 19. века било реалистично приказивање разлика између пред-капиталистичке прошлости и капиталистичке садашњости. То није било питање појединачног талента, већ заједничког историјског искуства, јер су француска револуција и револуционарни и Наполеонови ратови по први пут учинили да историја постане масовно искуство. Он даље тврди да је успех револуција из 1848. године довео до опадања вредности историјског романа и његовог пада у „декоративну монументализацију” и „приватизовање историје”. Личности од кључног значаја за историјски роман биле су личности с почетка 19. века, нарочито сер Волтер Скот.
Лукач је извршио значајан утицај на дело „За социологију романа” (Towards a Sociology of the Novel) Лисјена Голдмана(Lucien Goldmann), на расправу Алана Свингвуда о социологији романа у Делу 3 књиге „Социологија књижевности” (The Sociology of Literature) чији су аутори Лоренсон(Laurenson) и Свингвуд (Swingewood), као и на дело Франка Моретија (Franco Moretti) „Знакови који се сматрају чудима” (Signs Taken for Wonders).

## Франкфуртска школа
- Карл Маркс
- Макс Вебер
- Сигмунд Фројд
- Валтер Бенјамин
- Адорно

Основан 1923. године, Институт за социолошка истраживања при Универзитету у Франкфурту (the Institute for Social Research at the University of Frankfurt) развио је нарочиту врсту „критичке социологије” за коју дугује Марксу (Marx), Веберу(Weber) и Фројду(Freud). Међу водеће критичаре Франкфуртске школе који су се бавили књижевношћу спадају Адорно(Adorno), Валтер Бенјамин(Walter Benjamin) и Лео Левентал(Leo Löwenthal). Адорнове „Напомене уз књижевност” (Notes to Literature), Бенјаминово „Порекло немачке трагичне драме” (The Origin of German Tragic Drama ) и Левенталова студија „Књижевност и слика човека” (Literature and the Image of Man) представљају утицајне студије из области социологије књижевности. Левентал (Löwenthal) је наставио тај свој рад на Универзитету Калифорније (University of California) у Берклију током педесетих година 20. века.
Адорнове „Напомене уз књижевност” (Notes to Literature) представљају збирку есеја од којих је вероватно најутицајнији есеј „О лирској поезији и друштву” (On Lyric Poetry and Society). У њему се тврди да је поетска мисао реакција на комерцијализацију и опредмећење модерног живота и наводе се Гете(Goethe) и Бодлер(Baudelaire) као примери. У Бенјаминовом (Benjamin) „Пореклу немачке трагичне драме” (The Origin of German Tragic Drama) тврди се да крајње „суверено насиље” које описују писци немачке „Трагедије” (Trauerspiel) (што је, у књижевном смислу, више тужан комад него трагедија) из 16. и 17. века, изражава историјску стварност краљевске моћи много боље него што је то чинила класична трагедија.
Хабермас (Habermas) је наследио Адорна (Adorno) на катедри за социологију и филозофију у Франкфурту (Chair of Sociology and Philosophy). Хабермасово (Habermas) прво велико дело, „Структурна трансформација јавне сфере” (The Structural Transformation of the Public Sphere ) објављено је на немачком језику 1962. године, а превод на енглески објављен је 1989. То дело покушава да објасни социо-историјску појаву јавног мњења средње класе у седамнаестом и осамнаестом веку. Развијајући нови вид институционалне социологије књижевности, Хабермас (Habermas) у овом делу тврди да је јавна сфера била организована око књижевних салона у Француској, око учених и књижевних друштава у Немачкој и кафана у Енглеској. Те институције подржавале су прве романе,новине и периодичну штампу. 

## Социологија авангарде
Петер Биргер (Peter Bürger) је био професор француског језика и компаративне књижевности на Универзитету у Бремену (University of Bremen). Његово дело „Теорија аватгарде” (Theorie der Avantgarde) објављено је на немачком језику 1974, а превод на енглески језик објављен је 1984. године. Као Хабермаса, и Биргера (Bürger) је занимала институционална социологија књижевности и уметности. Он је постулирао историјску типологију естетских социјалних односа, мерених дуж три главне осе: функције уметничког дела, начина његовог стварања и начина његове рецепције. Тако је добио три основне врсте уметности, сакралну, дворску и буржоаску. Буржоаска уметност, тврдио је, имала је функцију индивидуалног саморазумевања и стварана је и прихватана индивидуално. Она је представљала величање у виду ослобађања уметности од религије, двора и, на крају, чак и од буржоазије. Модерна уметност је тако била аутономна друштвена „институција”, чувано добро све аутономније интелектуалне класе. „Историјска авангарда” међуратних година развила се као покрет у оквиру и против модернизма, закључио је он, као, како се на крају испоставило, неуспешан револт управо против те аутономије.
Хабермас усваја врло сличан приступ у властитом образлагању авангарде.

## Социологија трговине књигама
Роберт Ескарпи (Robert Escarpit) је био професор компаративне књижевности на Универзитету у Бордоу (University of Bordeaux) и оснивач Центра за социологију књижевних чињеница (the Centre for the Sociology of Literary Facts). Међу његовим делима је „Социологија књижевности” (The Sociology of Literature) објављена на француском језику 1958. године и у преводу на енглески језик 1971. године, као и „Револуција књиге” (The Book Revolution) објављена на француском језику 1965. године, а на енглеском 1966. У диркемовском стилу, Ескарпи је намеравао да се бави искључиво екстерно дефинисаним „социјалним чињеницама” књижевности, нарочито онима које су забележене у трговини књигама. Његов фокус био је на „заједници писаца”, под којом су се збирно подразумевале „генерације” и „тимови”. Проширио је дефиницију књижевности тако да је она обухватала и све „нефункционално” писање и изричито је тврдио да књижевни успех представља резултат „сливања намера аутора и читаоца”.
Аналогно емпиријске студије социологије трговине књигама извели су Луис Козер (Lewis Coser) у Сједињеним Америчким Државама и Питер Х. Мен (Peter H. Mann) у Великој Британији.
Дело „Долазак књиге” (L'Apparition du livre) које су написали Лисјен Февр (Lucien Febvre) и Анри-Жан Мартен (Henri-Jean Martin) и које је прво објављено на француском језику 1958. године, а затим и у преводу на енглески језик, у строгом смислу представља дело социјалне историје (Февр је био водећа личност у историографској школи Анала (Annales School of historiography). Међутим, оно је дубоко социолошко по свом карактеру – историја Анала била је непопустљиво социјално научна – и пружа систематичан опис дугорочног развоја европске трговине књигама (дело обухвата период од 1450. до 1800. године).

## Генетички структурализам
Лисјен Голдман (Lucien Goldmann) је био директор студија у Школи за напредне студије друштвених наука (School for Advanced Studies in the Social Sciences) у Паризу и директор-оснивач Центра за социологију књижевности (Centre for the Sociology of Literature) на Слободном универзитету у Бриселу (Free University of Brussels). Попут Ескарпија (Escarpit), и Голдман је био под утицајем Диркема (Durkheim): отуда његова дефиниција предмета социологије као „проучавања чињеница свести“. Међутим,  он је био заинтересован и за развој социологије текста. Главни задатак социолога књижевности, тврдио је он, јесте да изнесе објективно значење књижевног дела стављајући дело у његов историјски контекст, проучаван као целина.
Голдман је дефинисао стваралачки субјект као трансиндивидуални субјект, односно као пример Диркемове „колективне свести“. Међутим, следећи Маркса(Marx) и Лукача(Lukács), Голдман је претпоставио и да је групна свест обично класна свест. Тако је, онда, посредник између социјалне класе и књижевног дела постала „визија света” која међусобно повезује појединачне припаднике социјалне класе. „Скривени бог” (Le Dieu caché), његова студија о Блезу Паскалу и Жану Расину, објављена је на француском језику 1955. године, а у преводу на енглески језик, објављена је 1964. године. У тој студији идентификоване су „структурне хомологије” између јансенистичке „трагичне визије”, текстуалних структура Паскаловог дела и Расинових драма, и друштвеног положаја у седамнаестом веку. Голдманов структурализам је био „генетички” јер је настојао да прати генезу књижевних структура у ванкњижевним појавама.
Године 1964, Голдман је објавио дело „За социологију романа“(Pour une Sociologie du Roman). Попут Лукача, Голдман је сматрао да се роман бави трагањем проблематичног јунака за аутентичним вредностима у деградираном друштву. Међутим, Голдман поставља и „ригорозну хомологију“ између књижевне форме романа и економске форме робе. Рани роман, тврди он, бави се биографијом појединца и проблематичним јунаком, али, како капитализам слободне конкуренције прелази у монополистички капитализам, проблематични јунак полако нестаје. У периоду између Првог и Другог светског рата привремено се експериментише са заједницом као колективним јунаком: Голдманов пример је Андре Малро (André Malraux). Међутим, за главну линију развоја карактеристичан је напор да се напише роман са „одсуством субјеката”. Голдманов пример за то је „Нови роман” (nouveau roman) Алена Роб-Гријеа (Alain Robbe-Grillet)  и Натали Сарот (Nathalie Sarraute).
Дело Ендруа Милнера (Andrew Milner) под насловом „Џон Милтон и енглеска револуција” (John Milton and the English Revolution) (1981) у суштини представља примену Голдмановог генетичког структурализма на проучавање енглеске књижевности седамнаестог века.

## Социјални критицизам
Голдманова социологија књижевности остаје значајна сама по себи, али и као извор инспирације, и позитивне и негативне, за одређену врсту „социјалног критицизма“ који су развили Едмонд Крос (Edmond Cros), Пјер Зима (Pierre Zima) и њихови сарадници у Француској и Канади.

## Критика неомарксистичке идеологије
Маркс је користио израз идеологија да би означио унутрашњу повезаност културе, укључујући и књижевност, и класе. Филозоф Луј Алтисер(Louis Althusser) разрадио је овај појам почетком седамдесетих година 20. века, тврдећи да идеологија функционише тако да од биолошких јединки ствара друштвене „субјекте“ представљајући њихову имагинарну везу са стварним условима постојања.
За самог Алтисера (Louis Althusser) уметност није била идеологија. Међутим, његову теорију су на књижевност примењивали Машери(Macherey) у Француској, Иглтон (Eagleton) у Великој Британији и Џејмсон(Jameson) у Сједињеним Америчким Државама. Главна новина у Иглтоновом делу „Критицизам и идеологија” (Criticism and Ideology) био је његов аргумент да би књижевност могла да се схвати као уметност која „производи“ идеологију у смислу њеног приказивања као на сцени. Џејмсон (Jameson) у свом делу „Политичко несвесно” (The Political Unconscious) тврди да књижевна анализа може да буде усмерена према трима различитим нивоима: „тексту”, „идеологеми” и „идеологији форме”, од којих сваки има свој социо-историјски логичан закључак, у еквивалентном „семантичком хоризонту” политичке историје, друштва и начина стварања. Верзија идеологије коју Џејмсон примењује на сва три нивоа у суштини је алтисерска. Новина коју доноси његов став огледа се у заговарању „двоструке херменеутике” која се истовремено бави и идеологијом и утопијом.
Машери, Иглтон и Џејмсон су били књижевни критичари по професији, али њихова примена критике идеологије на књижевност има социолошки карактер, јер они настоје да објасне књижевне појаве користећи ванкњижевне категорије.

## Бурдије
Бурдије (Bourdieu) је био професор социологије на Колеџу Француске (Collège de France) и директор Европског центра за социологију (Centre de Sociologie Européenne). Његов први велики допринос социологији књижевности (и других уметности) било је дело „Разлика” (La Distinction), које је објављено на француском језику 1979. године, а у преводу на енглески језик 1984. године. То дело се заснива на детаљним социолошким испитивањима и етнографском посматрању друштвене расподеле културних преференција. Бурдије је идентификовао три основне зоне укуса: „легитиман”, „осредњи” и „популаран” који су доминирали, према редоследу у којем се овде наводе, у образованим круговима доминирајуће класе, средњој класи и радничкој класи. Легитиман укус је описао као укус сконцентрисан око „естетске диспозиције” да би се истакао примат форме над функцијом. „Популарна естетика”, насупрот томе, заснива се на континуитету између уметности и живота и „дубоко укорењеној потреби за учествовањем”. Отуда потиче њено непријатељство према приказивању предмета који су у стварном животу ружни или неморални. Уметничка и друштвена „дистинкција” су нераздвојиво међусобно повезане, закључио је он, јер „само посматрање и ништа више” значи раскид са уобичајеним ставовима према свету и, као такво, представља „раскид с друштвом”.
Дело „Правила уметности” (The Rules of Art) специфичније је усредсређено на књижевност, нарочито на значај Гистава Флобера (Gustave Flaubert) за настанак модерне француске књижевности. Бурдије је постулирао модел „поља културне производње” као екстерно структурисаног у односу на „поље моћи”, а интерно структурисаног у односу на два „принципа хијерархизације”, хетерономни и аутономни. Модерно књижевно и уметничко поље је место борбе између хетерономног принципа који подређује уметност економији, и аутономног принципа који се одупире том подређивању. На Бурдијеовој мапи француског књижевног поља с краја деветнаестог века, најаутономнији жанр, што значи најмање профитабилан жанр у економском смислу – поезија – налази се на левој страни, док се најхетерономнији, у економском смислу најпрофитабилнији жанр – драма – налази на десној страни, с романом смештеним негде између њих. Осим тога, читаоци са вишим друштвеним статусом владају горњим крајем поља, док доњим крајем владају читаоци са нижим друштвеним статусом. Према мишљењу Бурдијеа, Флоберово(Gustave Flaubert) посебно достигнуће у делу „Сентиментално васпитање” огледа се у томе што је он разумео и дефинисао правила модерне аутономне уметности.

## Успон романа
Један од првих доприноса социологији књижевности на енглеском језику јесте дело „Успон романа” (The Rise of the Novel) (1957) које је написао Ијан Ват(Ian Watt), професор енглеског језика на Универзитету Станфорд (Stanford University). За Вата, „новина” романа била је његов „формални реализам”, идеја „да је роман потпун и аутентичан извештај о људском искуству”. Његови парадигматични примери су Данијел Дефо (Daniel Defoe), Самјуел Ричардсон (Samuel Richardson) и Хенри Филдинг(Henry Fielding). Ват је тврдио да је настојање да се у роману реалистично опишу односи између обичних појединаца текло паралелно са општијим развојем реализма у филозофији, економског индивидуализма средње класе и пуританског индивидуализма. Он је, такође, тврдио да је форма била посвећена интересовањима и могућностима нове читалачке публике средње класе и да се, у одговору на њих, развила нова трговина књигама. Како су и сами били трговци, довољно је било да се Дефо и Ричардсон само „осврну на властите стандарде” да би знали да ће се њихово дело допасти широкој публици.

## Културни материјализам
Рејмонд Вилијамс (Raymond Williams) је био професор драме на Универзитету у Кембриџу (Cambridge University) и један од оснивача савремених културолошких студија. Он је властити карактеристичан приступ описао као „културни материјализам”. Под тим појмом подразумевао је теорију културе „као (друштвеног и материјалног) производног процеса” и теорију уметности „као друштвене употребе материјалних средстава производње”. То је јасно социолошки став који се разликује од става књижевне критике: отуда његово најопштије изношење у Сједињеним Америчким Државама у виду „Социологије културе” (The Sociology of Culture) и у Великој Британији као „Културе” (Culture), што је један од наслова из 1981. године, у серији издања на тему Нове социологије издавачке куће „Фонтана” (Fontana). Иако је Вилијамс имао широка интересовања у читавом пољу књижевних и културолошких студија, највећи део његовог рада био је усредсређен на књижевност и драму. Према томе, он је био социолог културе, са специјализацијом у области социологије књижевност.
У делу „Дуга револуција” (The Long Revolution) (1961). Вилијамс наводи пионирска објашњења социологије трговине књигама, социологије ауторства и социологије романа. У књизи „Енглески роман од Дикенса до Лоренса” (The English Novel from Dickens to Lawrence ) (1970), он тврди да модеран роман артикулише специфично модерну „структуру осећања“, чији је кључни проблем „сазнатљива заједница“. У делу „Село и град” (The Country and the City) (1973) развио је социјалну историју енглеске поезије о селу с циљем да демистификује идеализацију живота на селу која се јавља у књижевности: „Управо то су те песме: не живот на селу, већ друштвено ласкање; познате хиперболе аристократије и њених пратилаца”. Његово дело „Марксизам и књижевност“(Marxism and Literature) (1977) – истовремено и критика марксизма и критика „књижевности” – представља опсежну формалну разраду Вилијамсовог властитог теоријског система.
За оба своја дела, „Кризне црте: културни материјализам и политика дисидентског читања” ( Cultural Materialism and the Politics of Dissident Reading) (1992) и „Књижевност, политика и култура у послератној Британији” (Literature, Politics and Culture in Postwar Britain) (1997), Алан Синфилд (Alan Sinfield) јасно дугује захвалност Вилијамсу. Исто тако, Вилијамсу дугује и дело Ендруа Милнера (Andrew Milner) под насловом „Књижевност, култура и друштво” (Literature, Culture and Society) (2005).

## Теорија светског система
Франко Морети (Franco Moretti) био је, редом, професор енглеске књижевности на Универзитету у Салерну (University of Salerno), професор компаративне књижевности на Универзитету у Верони (Verona University) и професор енглеске и компаративне књижевности на Универзитету Станфорд (Stanford University). Његова прва књига, „Знакови који се сматрају чудима” (Signs Taken for Wonders) (1983) имала је поднаслов „Есеји о социологији књижевних форми” (Essays in the Sociology of Literary Forms) и била је, у суштини, квалитативна по својој методи. Његова каснија дела, међутим, била су у све већој мери квантитативна.
Примењујући теорију светског система Имануела Волерстина (Immanuel Wallerstein) на књижевност, Морети је тврдио, у делу „Атлас европског романа” (Atlas of the European Novel) (1998), да је економија књижевности деветнаестог века подразумевала „три Европе”, са Француском и Великом Британијом у самом средишту, а већином осталих земаља на периферији и променљивој полупериферији негде између. На основу броја превода у националним библиографијама, он је закључио да су француски романописци били успешнији на католичком југу, док су британски романописци били успешнији на протестантском северу, али да је читав континент ипак читао водеће ауторе и једних и других. Лондон и Париз „владају читавим континентом готово више од једног века”, закључио је он, објављујући половину па чак и више свих европских романа.
Моретијева теза је покренула је многе полемике које су уследиле и које је сакупио и уредио Кристофер Прендергаст (Christopher Prendergast) у збирци „Расправе о светској књижевности” (Debating World Literature) (2004). Сам Морети је даље проширио тај аргумент у свом делу „Читање из друге руке” (Distant Reading) (2013).

## Новији развојни токови
Ослањајући се на ранија дела у области производње културе, естетике рецепције и културног капитала, социологија књижевности је недавно своје интересовање усмерила према начину на који читаоци тумаче значење. У нове развојне токове спадају проучавање односа између књижевности и групних идентитета, бављење анализом институционалног оквира и анализом реакције читалаца, поновно увођење улоге намера аутора у књижевност, поновно разматрање улоге етике и моралности у књижевности  и развијање јаснијег схватања начина на који књижевност и јесте и није као други медији.
Социологија књижевности је недавно почела да се занима и за глобалну неједнакост између аутора „првог света” и аутора „трећег света”, при чему ови други углавном снажно зависе од уредничких одлука издавача у Паризу, Лондону или Њујорку и често су искључени из учешћа на глобалном књижевном тржишту.
Часопис „Нова књижевна историја” (New Literary History) посветио је једно посебно издање новим приступима социологији књижевности, у пролеће 2010. године.